# Rhodobryum beyrichianum
Rhodobryum beyrichianum là một loài Rêu trong họ Bryaceae. Loài này được (Hornsch.) Müll. Hal. miêu tả khoa học đầu tiên năm 1875.